# Kati Sundqvist
Kati Susanna Sundqvist-Venäläinen (Noormarkku, 15 de febrero de 1975) es una deportista finlandesa que compitió en esquí de fondo.
Ganó una medalla de plata en el Campeonato Mundial de Esquí Nórdico de 2001, en la prueba de velocidad individual. Participó en tres Juegos Olímpicos de Invierno, entre los años 1998 y 2006, ocupando el séptimo lugar en Salt Lake City 2002 y el séptimo en Turín 2006, en la prueba de relevo.

## Palmarés internacional
| Campeonato Mundial | Campeonato Mundial | Campeonato Mundial | Campeonato Mundial   |
| Año                | Lugar              | Medalla            | Prueba               |
| ------------------ | ------------------ | ------------------ | -------------------- |
| 2001               | Lahti (Finlandia)  | Medalla de plata   | Velocidad individual |